# Gustave Van der Mensbrugghe

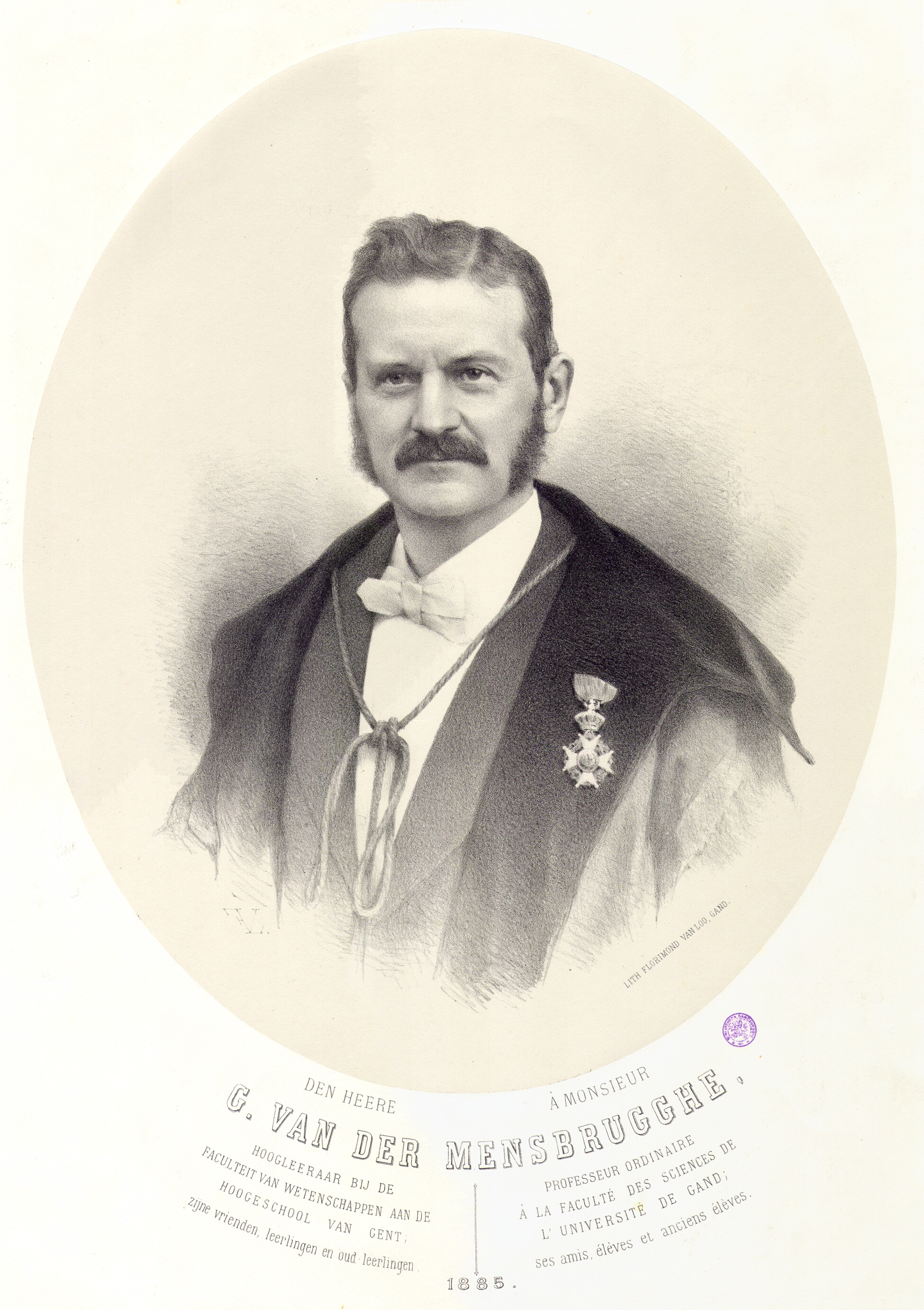
Van der Mensbrugghe

Gustave-Léonard Van der Mensbrugghe (Gent, 13 februari 1835 - Melle, 20 oktober 1911) was een Belgische natuurkundige.

## Biografie
Van der Mensbrugghe volgde middelbaar onderwijs aan het Atheneum van Gent, waar hij in 1852 de wiskundeprijs won. Vervolgens ging hij studeren aan de Universiteit Gent, waar hij in 1859 met onderscheiding promoveerde tot doctor in de natuurkundige en wiskundige wetenschappen. In datzelfde jaar werd hij voorlopig repetitor aan de School voor Burgerlijke Bouwkunde (nu Faculteit Ingenieurswetenschappen en Architectuur), waar hij experimentele natuurkunde, wiskundige natuurkunde en industriële natuurkunde doceerde. Op 30 september 1861 werd hij definitief benoemd.
Vanaf 1856 was Van der Mensbrugghe de assistent van Joseph Plateau, in 1871 trouwde hij met dienst dochter Alice. Tijdens lezingen stond Van der Mensbrugghe de blinde Joseph Plateau bij door de demonstraties uit te voeren. Dit zorgde voor een unieke samenwerking. Van der Mensbrugghe stond bekend als een begenadigd lesgever en een scherp observator.
In 1872 mocht hij de cursus wiskundige natuurkunde doceren aan de Faculteit Wetenschappen. Vier jaar later kreeg hij als buitengewoon hoogleraar ook nog de cursussen algemene wiskundige natuurkunde, grondige wiskundige natuurkunde en astronomische bewegingsleer toegewezen. In 1880 werd hij gewoon hoogleraar. Van 1883 tot 1890 gaf hij ook de lessen fysische aardrijkskunde en kosmografie aan de Vlaamse normaalscholen. Deze laatste cursussen mocht hij vanaf 1890 ook in het Nederlands geven aan de Faculteit Letteren en Wijsbegeerte. Tussen 1887 en 1888 was Van der Mensbrugghe secretaris van de Academische Raad, van 1900 tot 1903 was hij rector van de universiteit. In 1905 ging hij met emeritaat.

## Wetenschappelijke erfenis
Van der Mensbrugghe heeft vooral wetenschappelijk werk verricht rond deze onderwerpen: experimenteel onderzoek van de oppervlaktespanning bij vloeistoffen in evenwicht, de toepassing van de principes van de thermodynamica op fenomenen waarbij de oppervlaktespanning optreedt en diverse kritische observaties en syntheses.